# Maria Simon
Maria Simon (Lipsia, 6 febbraio 1976) è un'attrice e musicista tedesca.
È sorella dell'attrice Susanna Simon.

## Biografia
Nata a Lipsia e cresciuta nella Germania Est degli anni ottanta, nel 1990 raggiunge il padre informatico a New York dove trascorre alcuni anni prima di tornare in patria e frequentare l'Accademia d'arte drammatica Ernst Busch di Berlino. Si diploma nel 1999 e un anno dopo fa il suo debutto al cinema con una breve apparizione in Amerika di Jens Jenson.
Con il successivo Zornige Küsse di Judith Kennel vince il premio come miglior attrice al Festival di Mosca e nel 2003 la sua carriera ha una svolta grazie a due film, Good Bye, Lenin! di Wolfgang Becker e Luci lontane di Hans-Christian Schmid, che le valgono una candidatura ai Deutscher Filmpreis e lo Shooting Stars Award a Berlino nel 2004.
In questi anni Maria Simon affianca l'attività cinematografica a quella teatrale (nel 2004 interpreta Polly Peachum nell'Opera da tre soldi di Brecht al Maxim Gorki Theater di Berlino) e diventa un volto noto anche per il pubblico televisivo grazie a film e serie quali Tatort e Polizeiruf 110, in cui dal 2011 interpreta il commissario capo Olga Lenski.
Dal 2004 si esibisce con il marito, l'attore e regista Bernd Michael Lade, come cantante e chitarrista della band punk rock Ret Marut con cui nel 2008 ha pubblicato l'album Sommer der Anarchie.

### Vita privata
Oltre a tre figli nati dal matrimonio con Bernd Michael Lade, Maria Simon ha un altro figlio, Ludwig, nato dalla precedente relazione con l'attore Devid Striesow.

## Filmografia

### Cinema
- Amerika, regia di Jens Jenson (2000)
- Zornige Küsse, regia di Judith Kennel (2000)
- Mein langsames Leben, regia di Angela Schanelec (2001)
- Erste Ehe, regia di Isabelle Stever (2002)
- Good Bye, Lenin!, regia di Wolfgang Becker (2003)
- Luci lontane (Lichter), regia di Hans-Christian Schmid (2003)
- Luther - Genio, ribelle, liberatore (Luther), regia di Eric Till (2003)
- Nichts als Gespenster, regia di Martin Gypkens (2006)
- La contessa (The Countess), regia di Julie Delpy (2009)
- Glückliche Fügung, regia di Isabelle Stever (2010)
- Silvia S. - Blinde Wut, regia di Friedemann Fromm (2015)
- Das Geständnis, regia di Bernd Michael Lade (2015)
- Loverboy (Ich gehöre ihm), regia di Thomas Durchschlag (2017)
- La vita nascosta - Hidden Life (A Hidden Life), regia di Terrence Malick (2019)

### Televisione
Film tv
- Mord im Swingerclub, regia di Hans Werner (2000)
- Der Feind an meiner Seite, regia di Hans Werner (2000)
- Verbotene Küsse, regia di Johannes Fabrick (2001)
- Jonathans Liebe, regia di Zoltan Spirandelli (2001)
- Meine Tochter ist keine Mörderin, regia di Sherry Hormann (2002)
- Spurlos - Ein Baby verschwindet, regia di Hans Werner (2003)
- Fast perfekt verlobt, regia di Rolf Silber (2003)
- Carola Stern - Doppelleben, regia di Thomas Schadt (2004)
- Kleine Schwester, regia di Sabine Derflinger (2004)
- Die Pathologin - Im Namen der Toten, regia di Jörg Lühdorff (2006)
- Nicht alle waren Mörder, regia di Jo Baier (2006)
- Fürchte dich nicht, regia di Christiane Balthasar (2007)
- Tod in der Eifel, regia di Johannes Grieser (2008)
- Romeo und Jutta, regia di Jörg Grünler (2009)
- Zivilcourage, regia di Dror Zahavi (2010)
- Masserberg, regia di Martin Enlen (2010)
- Kongo, regia di Peter Keglevic (2010)
- Es war einer von uns, regia di Kai Wessel (2010)
- Mörderisches Wespennest, regia di Markus Imboden (2011)
- Die Tote im Moorwald, regia di Hans Horn (2011)
- Engel der Gerechtigkeit, regia di Karola Meeder (2011)
- Herzversagen, regia di Dagmar Hirtz (2012)
- Tod an der Ostsee, regia di Martin Enlen (2013)
- Der Geruch von Erde, regia di Marcus Ulbricht (2014)
- Im Tunnel, regia di Kai Wessel (2016)
- Aufbruch ins Ungewisse, regia di Kai Wessel (2017)

Serie tv
- Stefanie (Für alle Fälle Stefanie) (1998) – Episodio Apfelsinen aus Marokko
- Dr. Sommerfeld - Neues vom Bülowbogen (2000) – Episodio Das wahre Leben
- Einsatz in Hamburg (2000) – Episodio Tod am Meer
- Il Puma (Der Puma - Kämpfer mit Herz) (2000) – Episodio Tag der Abrechnung
- HeliCops (HeliCops - Einsatz über Berlin) (2001) – Episodio Fehlgeleitet
- Balko (2001) – Episodio Der Schweinemann
- Stefanie (2002) – Episodio Sturz in die Stille
- Tatort (2002) – Episodi Verrat e Reise ins Nichts
- Squadra Speciale Cobra 11 (Alarm für Cobra 11 – Die Autobahnpolizei) (2002) – Episodio La mano assassina
- K3 - Kripo Hamburg (2003) – Episodio Auf dünnem Eis
- Spur & Partner (2003)
- Tatort (2005) – Episodi Feuertaufe e Minenspiel
- Giganten (2007) – Episodio Beethoven - Genie am Abgrund
- Im Namen des Gesetzes (2008) – Episodio Meine Tochter
- Il commissario Köster (Der Alte) (2008) – Episodio Polizistenmord
- Licht aus! Sketch an! (2009)
- Il commissario Köster (2009) – Episodio Doppelleben
- Tatort (2009) – Episodio Mit ruhiger Hand
- Soko 5113 (SOKO München) (2009) – Episodio Tod im Regenbogen
- Polizeiruf 110 (2011) – Episodi Die verlorene Tochter e Zwei Brüder
- Polizeiruf 110 (2012) – Episodio Eine andere Welt
- Polizeiruf 110 (2013) – Episodi Vor aller Augen e Wolfsland
- Polizeiruf 110 (2014) – Episodi Käfer und Prinzessin e Hexenjagd
- Unter anderen Umständen (2014) – Episodio Falsche Liebe
- Frühling (2015) – Episodio Endlich Frühling
- Gli omicidi del lago (Die Toten vom Bodensee) (2015) – Episodio Segreto di famiglia
- Il commissario Köster (2015) – Episodio Blutige Spur
- Polizeiruf 110 (2015) – Episodi Ikarus e Grenzgänger
- Polizeiruf 110 (2016) – Episodio Der Preis der Freiheit
- Ultima traccia: Berlino (Letzte Spur Berlin) (2016) – Episodio Intoccabile
- Il commissario Schumann (Der Kriminalist) (2016) – Episodio Der Kämpfer
- Ein starkes Team (2017) – Episodio Gestorben wird immer
- Über Land (2017)
- Polizeiruf 110 (2017) – Episodi Muttertag e Das Beste für mein Kind
- Polizeiruf 110 (2018) – Episodi Demokratie stirbt in Finsternis e Der Fall Sikorski

## Riconoscimenti
- 2000 – Festival cinematografico internazionale di Mosca
San Giorgio d'Argento per la migliore attrice per Zornige Küsse
- 2003 – Deutscher Filmpreis
Candidatura per la miglior attrice non protagonista per Good Bye, Lenin! e Luci lontane
- 2003 – Max Ophüls Festival
Miglior attrice esordiente per Erste Ehe
- 2004 – Festival internazionale del cinema di Berlino
Shooting Stars Award
- 2004 – Fernsehfilmfestival Baden-Baden
Premio speciale per Kleine Schwester e Carola Stern – Doppelleben
- 2004 – Undine Awards
Miglior attrice non protagonista esordiente per Luci lontane
- 2007 – Bayerischer Fernsehpreis
Candidatura per la miglior attrice in un film per la televisione per Fürchte dich nicht
- 2011 – Deutscher Fernsehpreis
Candidatura per la migliore attrice per Es war einer von uns
- 2012 – Golden Camera
Candidatura per la migliore attrice tedesca per Es war einer von uns e Polizeiruf 110
- 2013 – Bayerischer Fernsehpreis
Candidatura per la miglior attrice in una serie tv o miniserie per Polizeiruf 110 (episodio Eine andere Welt)
- 2013 – German Television Academy Awards
Candidatura per la miglior attrice protagonista per Herzversagen
- 2016 – Deutscher Fernsehpreis
Candidatura per la migliore attrice per Silvia S. – Blinde Wut
- 2016 – Golden Camera
Migliore attrice per Silvia S. – Blinde Wut

## Doppiatrici italiane
- Paola Majano in Good Bye, Lenin!